# Mercedes F1 W04
Der Mercedes F1 W04 war der Formel-1-Rennwagen des Mercedes-Werksteams für die Formel-1-Weltmeisterschaft 2013. Er ist der fünfte Mercedes-Formel-1-Wagen insgesamt und der vierte seit dem Wiedereinstieg. Der Rennwagen debütierte auf dem Circuito de Jerez im Rahmen der ersten Wintertestfahrten der Formel-1-Saison 2013. Die Bezeichnung F1 W04 steht für Mercedes F1 und das bei Mercedes-Benz traditionell nummerierte W für Wagen.
Angetrieben wurde der Rennwagen wie seine Vorgänger von einem 2,4-Liter-V8-Motor des Herstellers Mercedes-Benz HPE aus dem britischen Brixworth mit KERS. Die Saison 2013 stellte jedoch die vorerst letzte unter V8-Motorenreglement dar, bevor 2014 V6-Turbo-Hybridmotoren Einzug hielten.
Mit dem F1 W04 gelang es dem modernen Mercedes-Werksteam erstmals, sich als Topteam zu etablieren und regelmäßig um Podiumsplätze zu kämpfen. Das Team gewann mit dem Wagen die Vizemeisterschaft der Konstrukteurs-WM. Insgesamt gelangen drei Grand-Prix-Siege, wovon zwei durch Nico Rosberg und einer durch Lewis Hamilton eingefahren wurde.

## Technik und Entwicklung
Der F1 W04 stellt eine Weiterentwicklung des Vorjahresmodells Mercedes F1 W03 dar. Der Wagen versteckte den wenig ansehnlichen „Nasenhöcker“ des Vorgängers durch die neu eingeführte Eitelkeitsblende. Angetrieben wurde der unter Regie von Technikchef Bob Bell und Chefingenieur Aldo Costa entwickelte Wagen von einem Mercedes-Benz FO 108F genannten V8-Motor mit 2,4 Liter Hubraum, der in dieser Ausbaustufe eine Leistung von rund 550 kW (≈750 PS) entwickelte. Das KERS war eine Eigenentwicklung von Mercedes.

Graphische Darstellung der Eitelkeitsblende an der Nase eines 2013er Formel-1-Autos

Wie alle Formel-1-Fahrzeuge des Jahrgangs 2013 ist der F1 W04 ein hinterradangetriebener Monoposto mit einem Monocoque aus kohlenstofffaserverstärktem Kunststoff (CFK). Neben dem Monocoque bestehen viele weitere Teile des Fahrzeugs, darunter die Verkleidung und Flügel aus CFK. Auch die Bremsscheiben sind aus einem hitzebeständigen kohlenstofffaserverstärktem Verbundmaterial. Die Einsatzreifen während der Saison 2013 stammten von Einheitslieferant Pirelli.
Obwohl der Wagen äußerlich eine Evolution des Vorjahresmodells darstellte, zeigte er sich aerodynamisch stark verbessert und war auf eine gezeitete Runde von Saisonbeginn an schnell. Eine überarbeitete Aerodynamik über den Frontflügel und um die Seitenkästen herum ermöglichte es den Technikern, den Diffusorbereich zwischen den Hinterreifen seitlich gezielter abzudichten.
Die Seitenkästen sind deutlich unterschnitten, am Cockpitrand befinden sich in Höhe der Außenspiegel waagerechte Finnen. Der Lufteinlass über dem Cockpit wurde verkleinert, direkt neben dem Piloten befindet sich ein kleiner Schlitz im Seitenkasten. Im zentralen Bereich des Heckflügels wurde eine neue Mechanik zur Aktivierung des DRS eingeführt. Auch der Auspuff wurde mit dem Ziel kontrollierter Luftführung unter Nutzen des Coandă-Effekts überarbeitet.
Wie alle Formel-1-Fahrzeuge der Saison 2013 war der W04 mit DRS ausgestattet.

## Lackierung und Sponsoring

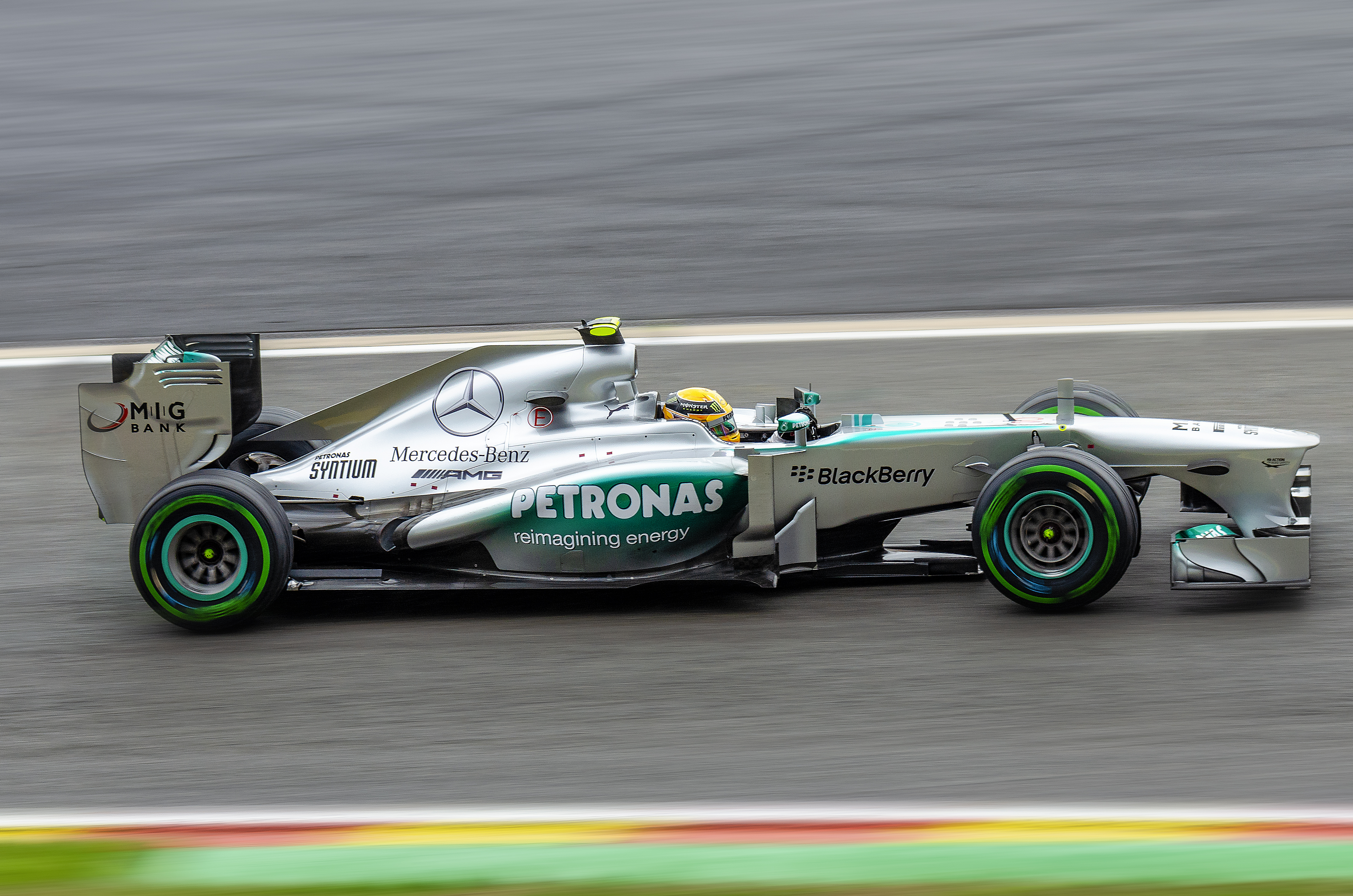
F1 W04 nach der Designänderung ab dem Spanien-GP

Der Mercedes F1 W04 wurde, in Anlehnung an die Mercedes-Silberpfeile, überwiegend silbern lackiert. Die Seitenkästen sowie Teile des Front- und Heckflügels waren wegen des Hauptsponsors Petronas cyanfarben lackiert. Neben Aufklebern der Daimler AG (mit der Marke Mercedes-Benz) waren Werbe-Schriftzüge der Firmen Allianz, BlackBerry, Isofotón, MIG Bank, Monster Energy, Pirelli, Puma, spg und IWC Schaffhausen auf dem Fahrzeug angebracht.
Ab dem fünften Saisonlauf in Barcelona verwendete das Team ein leicht modifiziertes Farbdesign mit dem Ziel, mehr Assoziationen an die Silberpfeile der Vergangenheit zu wecken.

## Fahrer
Mercedes trat in der Formel-1-Weltmeisterschaft 2013 mit Nico Rosberg und dem im September 2012 von McLaren verpflichteten Lewis Hamilton an. Hamilton war der insgesamt zehnte Grand-Prix-Fahrer von Mercedes und der zweite Brite nach Stirling Moss. Hamilton wurde 2008 bereits Weltmeister auf McLaren-Mercedes. Als Test- und Ersatzfahrer kamen Sam Bird, Brendon Hartley und Anthony Davidson zum Einsatz.

## Saisonverlauf

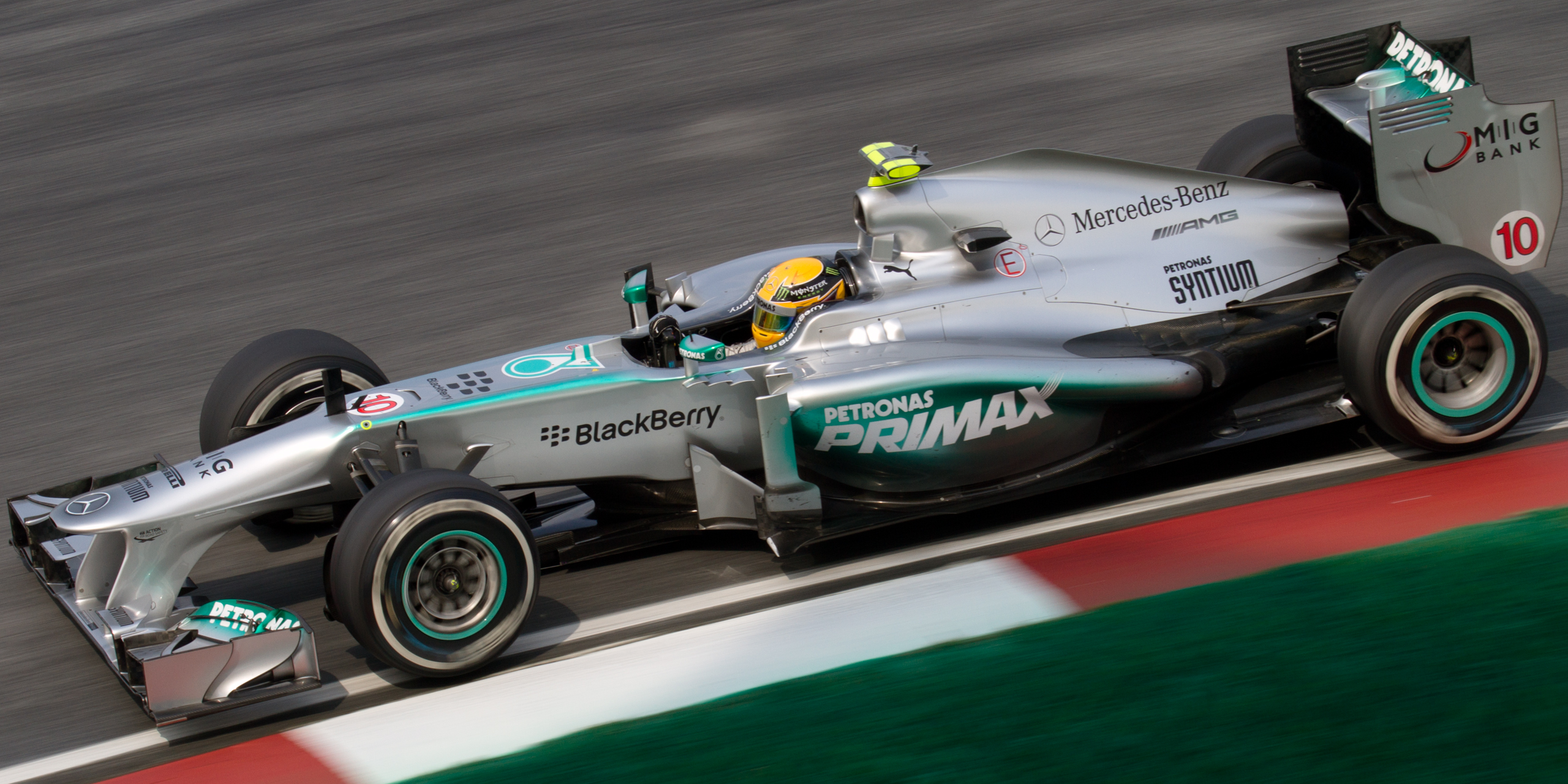
Hamilton im neuen F1 W04 beim Training zum Großen Preis von Malaysia 2013

Beim zweiten Rennen in Malaysia erreichte Hamilton mit einem dritten Platz seinen ersten Podestplatz für Mercedes.
In der Folge konnte das Team den schnellen Grundspeed des W04 bei einigen Wochenenden in die Pole-Position umsetzen, z. B. in Bahrain, Barcelona und Monaco. Trotzdem waren aufgrund eines eklatant hohen Reifenverschleiß im Rennen in der Regel kein Podiumsplätze möglich. So wurden die Mercedes in Spanien, aus Reihe eins gestartet, ohne Zwischenfälle auf die Ränge 6 und 12 durchgereicht. Es zeigte sich wiederholt, dass der W04 die Reifen in der Qualifikation schnell ins richtige Temperaturfenster brachte, dafür aber in den Rennen unter übermäßigem Reifenverschleiß litt.
Erst beim Großen Preis von Monaco konnte das Team den ersten Startplatz in einen Sieg von Rosberg umwandeln. Im Fürstentum ist der Reifenverschleiß traditionell gering und der Führende kann das Tempo aufgrund der wenigen Überholmöglichkeiten diktieren.
Beim hochsommerlichen Ungarn-GP gelang Lewis Hamilton mit einem Start-Ziel-Sieg der erste GP-Erfolg mit seinem neuen Team. In Führung liegend, konnte er seine Reifen trotz der hohen Streckentemperaturen erfolgreich managen. Dies zeigte die Fortschritte des Teams beim Umgang mit den Reifen.
2013 gelang es Mercedes erstmals seit dem Wiedereinstieg, sich als Topteam zu etablieren und konstant um Podiumsplätze kämpfen zu können. Insgesamt fuhr das Team mit 360 Punkten fast dreimal so viele ein wie in der Vorsaison und wurde Zweiter in der Konstrukteurs-WM. Es gelangen drei Saisonsiege, acht Pole-Positions und eine schnellste Rennrunde.

## Ergebnisse
| Fahrer               | Nr.                  | 1   | 2 | 3   | 4 | 5  | 6 | 7 | 8 | 9 | 10  | 11 | 12 | 13 | 14 | 15  | 16 | 17 | 18 | 19 | Punkte | Rang |
| -------------------- | -------------------- | --- | - | --- | - | -- | - | - | - | - | --- | -- | -- | -- | -- | --- | -- | -- | -- | -- | ------ | ---- |
| Formel-1-Saison 2013 | Formel-1-Saison 2013 |     |   |     |   |    |   |   |   |   |     |    |    |    |    |     |    |    |    |    | 360    | 2.   |
| N. Rosberg           | 09                   | DNF | 4 | DNF | 9 | 6  | 1 | 5 | 1 | 9 | 19* | 4  | 6  | 4  | 7  | 8   | 2  | 3  | 9  | 5  | 360    | 2.   |
| L. Hamilton          | 10                   | 5   | 3 | 3   | 5 | 12 | 4 | 3 | 4 | 5 | 1   | 3  | 9  | 5  | 5  | DNF | 6  | 7  | 4  | 9  | 360    | 2.   |

| Legende  | Legende            | Legende                                                          |
| Farbe    | Abkürzung          | Bedeutung                                                        |
| -------- | ------------------ | ---------------------------------------------------------------- |
| Gold     | –                  | Sieg                                                             |
| Silber   | –                  | 2. Platz                                                         |
| Bronze   | –                  | 3. Platz                                                         |
| Grün     | –                  | Platzierung in den Punkten                                       |
| Blau     | –                  | Klassifiziert außerhalb der Punkteränge                          |
| Violett  | DNF                | Rennen nicht beendet (did not finish)                            |
| Violett  | NC                 | nicht klassifiziert (not classified)                             |
| Rot      | DNQ                | nicht qualifiziert (did not qualify)                             |
| Rot      | DNPQ               | in Vorqualifikation gescheitert (did not pre-qualify)            |
| Schwarz  | DSQ                | disqualifiziert (disqualified)                                   |
| Weiß     | DNS                | nicht am Start (did not start)                                   |
| Weiß     | WD                 | zurückgezogen (withdrawn)                                        |
| Hellblau | PO                 | nur am Training teilgenommen (practiced only)                    |
| Hellblau | TD                 | Freitags-Testfahrer (test driver)                                |
| ohne     | DNP                | nicht am Training teilgenommen (did not practice)                |
| ohne     | INJ                | verletzt oder krank (injured)                                    |
| ohne     | EX                 | ausgeschlossen (excluded)                                        |
| ohne     | DNA                | nicht erschienen (did not arrive)                                |
| ohne     | C                  | Rennen abgesagt (cancelled)                                      |
| ohne     | keine WM-Teilnahme |                                                                  |
| sonstige | P/fett             | Pole-Position                                                    |
| sonstige | 1/2/3/4/5/6/7/8    | Punktplatzierung im Sprint-/Qualifikationsrennen                 |
| sonstige | SR/kursiv          | Schnellste Rennrunde                                             |
| sonstige | *                  | nicht im Ziel, aufgrund der zurückgelegten Distanz aber gewertet |
| sonstige | ()                 | Streichresultate                                                 |
| sonstige | unterstrichen      | Führender in der Gesamtwertung                                   |

## Galerie

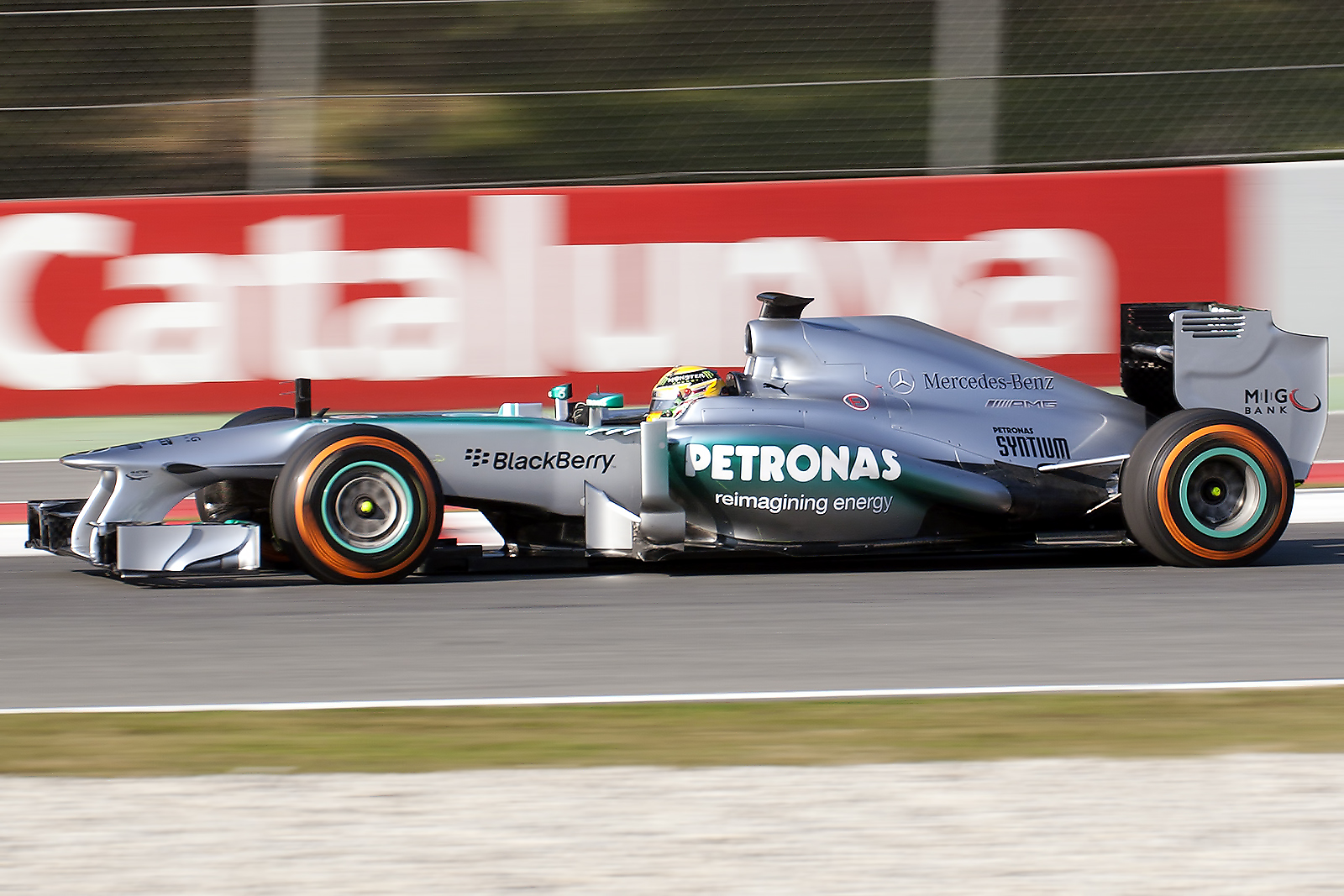
Hamilton im neuen F1 W04 bei den Vorsaison-Tests in Spanien
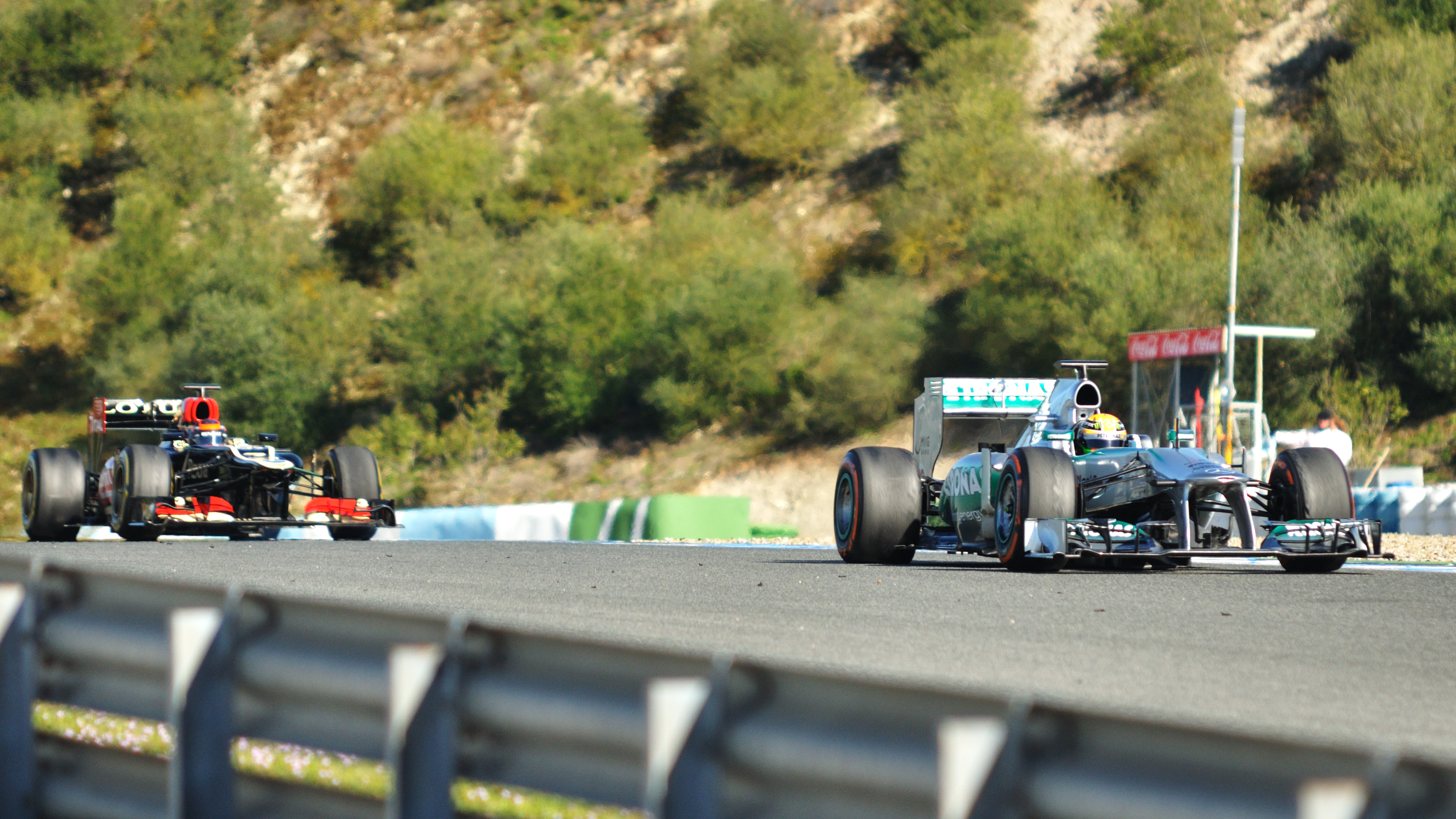
Der F1 W04 mit Eitelkeitsblende an der Nase vor dem Lotus E21 ohne eine solche
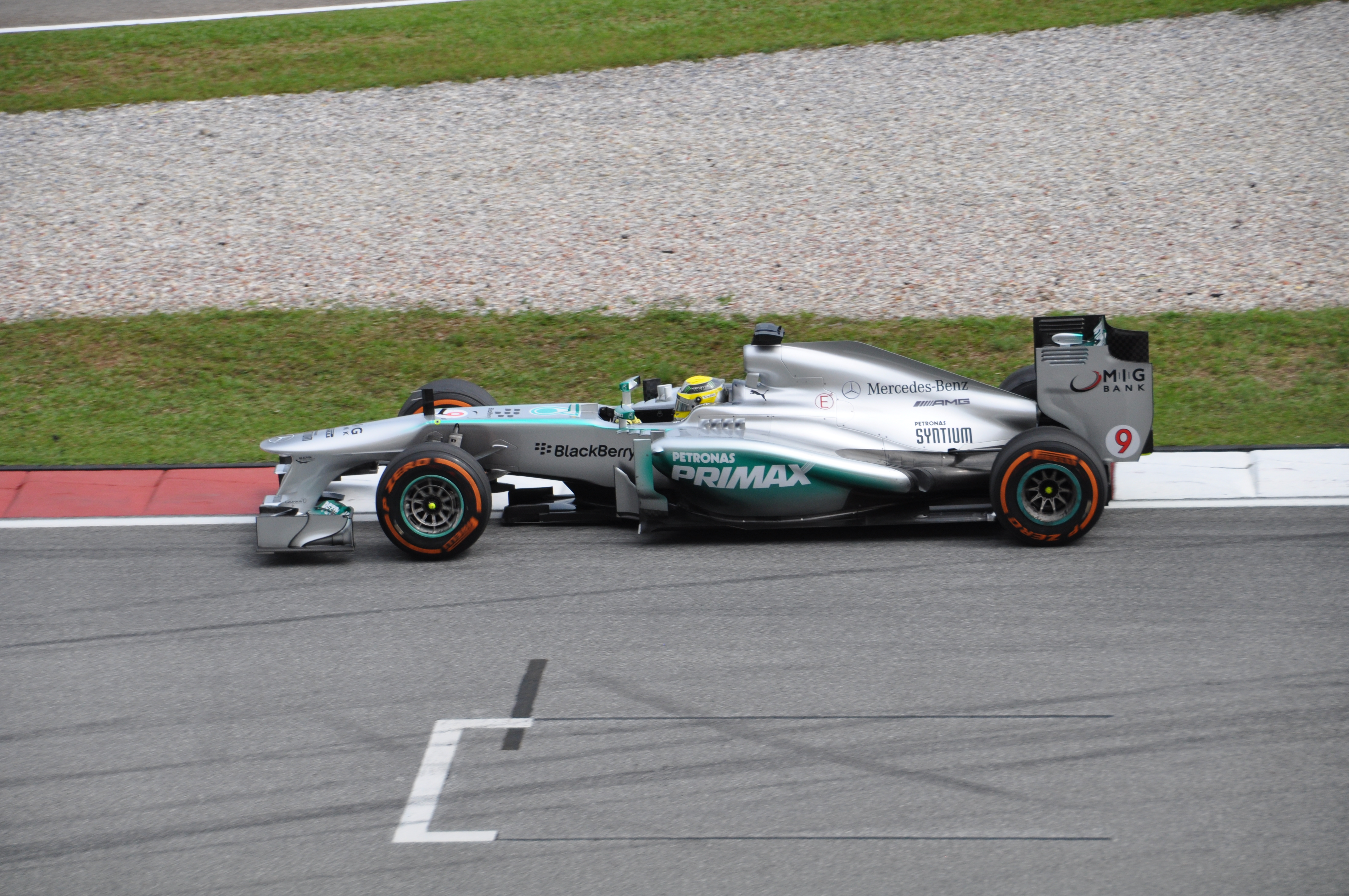
Rosberg im neuen F1 W04 beim Training zum Großen Preis von Malaysia
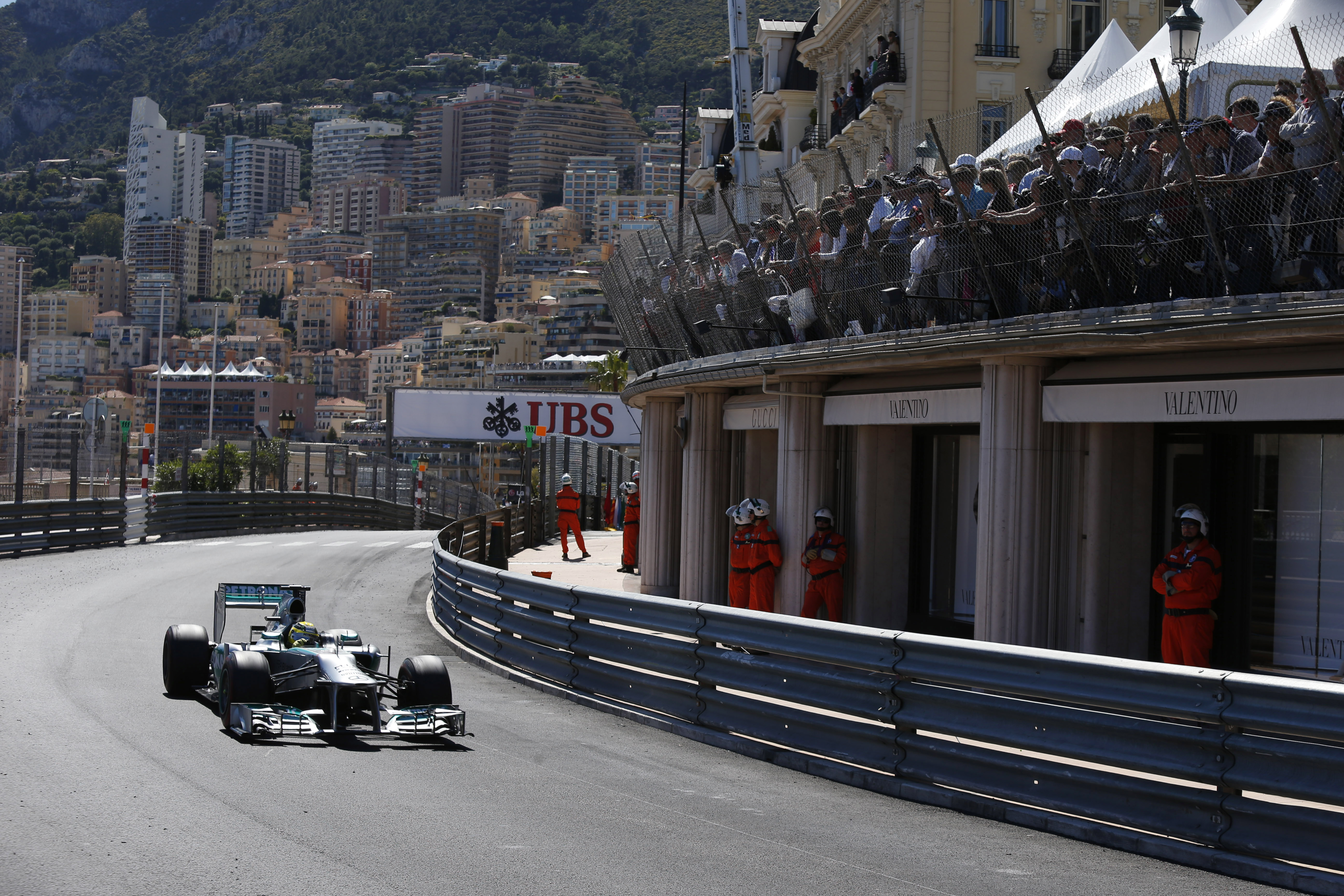
Rosberg gewinnt den Großen Preis von Monaco 2013
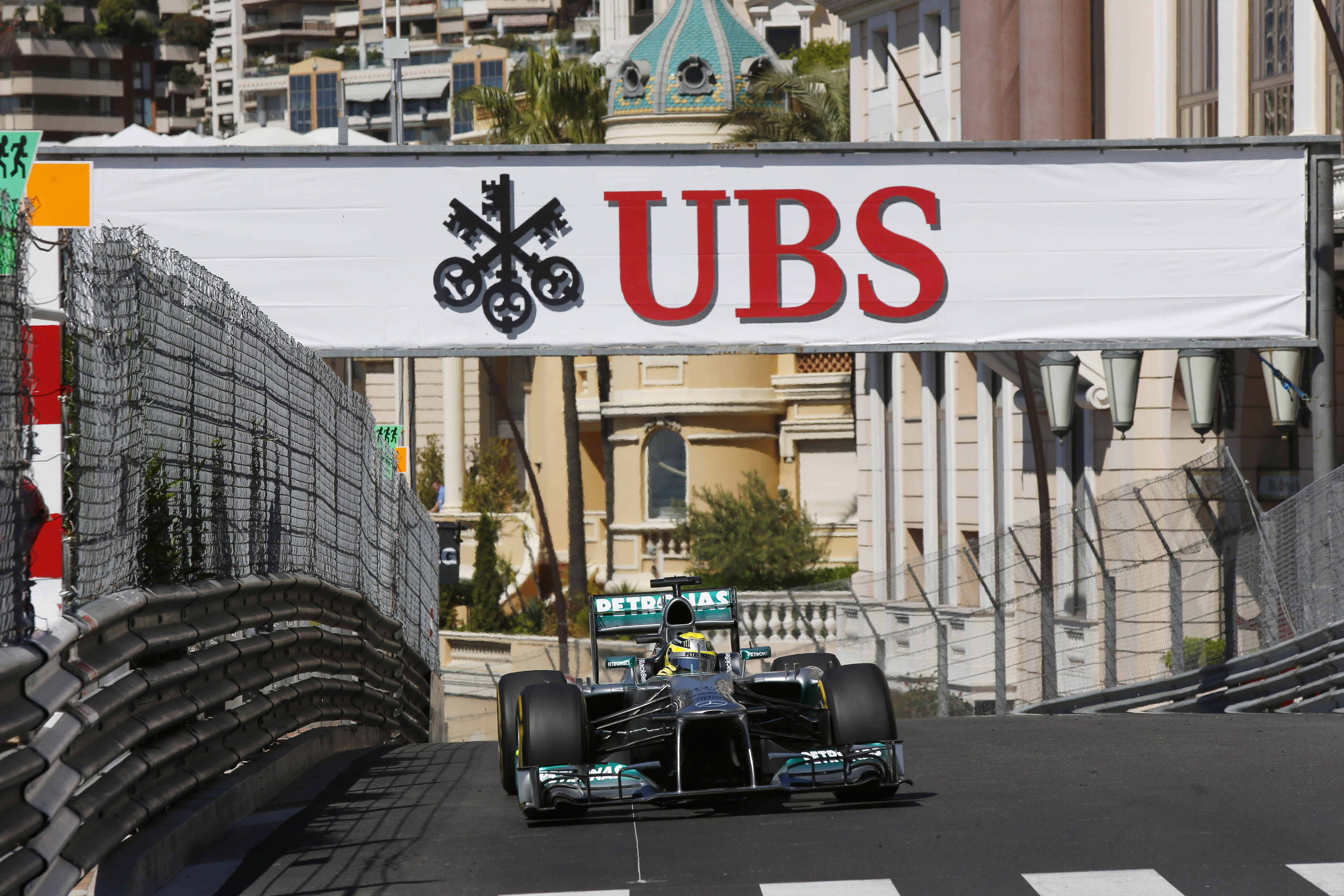
Der Mercedes F1 W04 im Training zum Monaco-GP
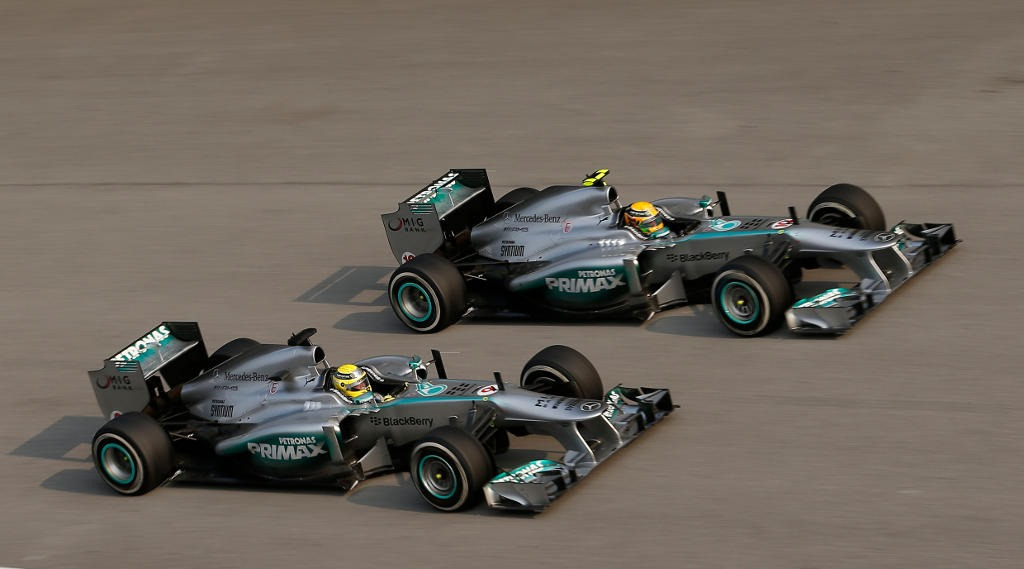
Rosberg und Hamilton beim Großen Preis von Malaysia 2013
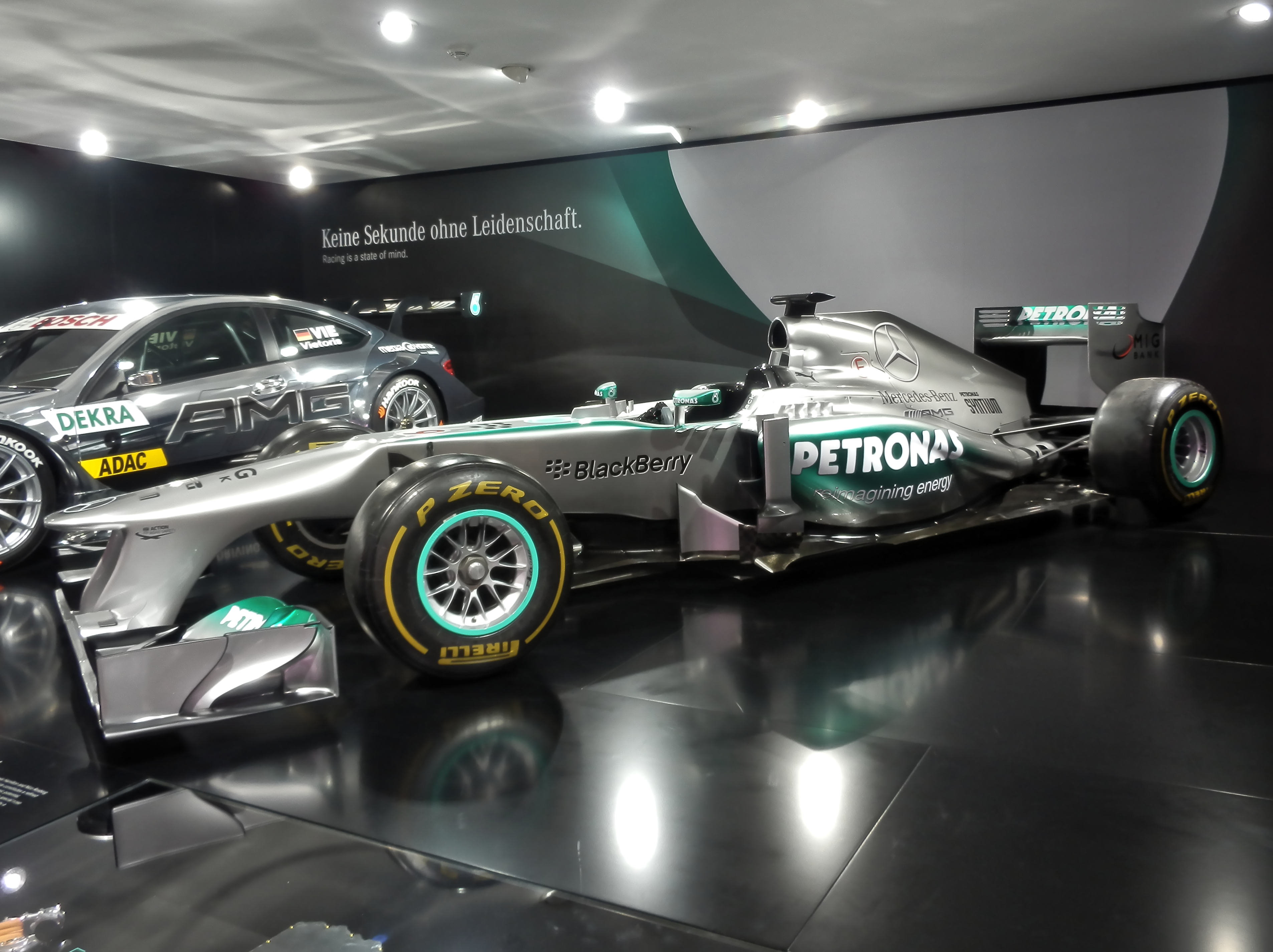
Der Mercedes F1 W04 ausgestellt auf der IAA
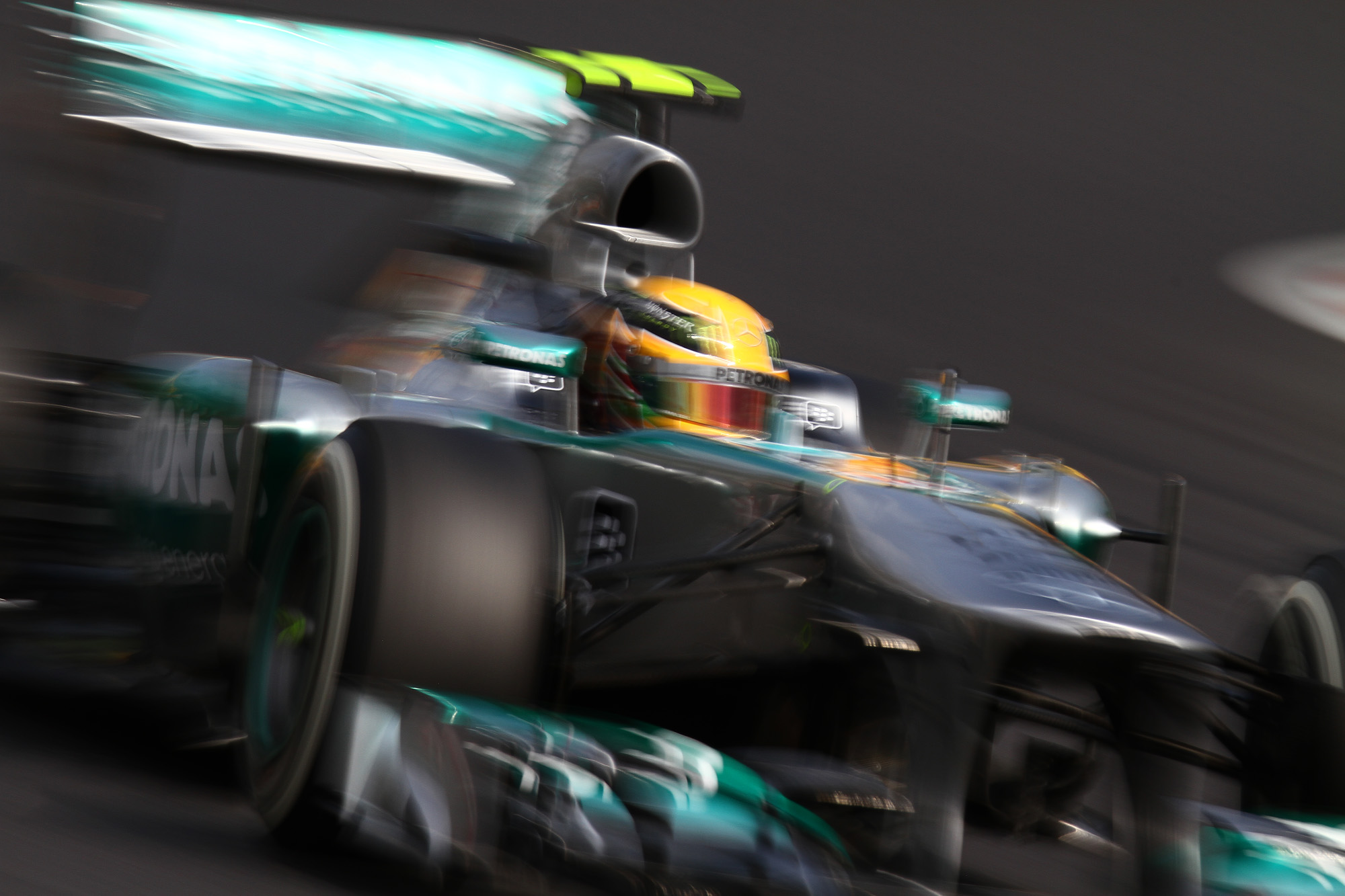
Der Mercedes F1 W04 effektvoll eingefangen